# Lёtčiki
Lёtčiki (Лётчики) è un film del 1935 diretto da Julij Jakovlevič Rajzman e Georgij Levkoev.